# Pectis cubensis
Pectis cubensis là một loài thực vật có hoa trong họ Cúc. Loài này được (A.Rich.) Griseb. mô tả khoa học đầu tiên năm 1866.